# 奧里希夫卡 (梅利托波爾區)
46°56′35″N 35°53′42″E / 46.94306°N 35.89500°E
奧里希夫卡（烏克蘭語：Оріхівка）是位於烏克蘭東南部的村莊，由扎波羅熱州梅利托波爾區的新瓦西里夫卡市鎮負責管轄。該村分別距離贝西迪夫卡4.5公里和新斯帕斯凯5公里，始建於1883年，面積1.365平方公里，海拔高度86米，2001年人口361。